# 키요타현
키요타현(스페인어: Provincia de Quillota)은 칠레 발파라이소 주를 구성하는 8개의 현 가운데 하나로 현도는 키요타이며 면적은 1,113.1km2, 인구는 190,525명(2012년 기준), 인구 밀도는 170명/km2이다.